# Verbascum nigrum
Verbascum nigrum, comúnmente llamado gordolobo negro es una planta de la familia Scrophulariaceae natural de Europa, crece en lugares secos y baldíos.

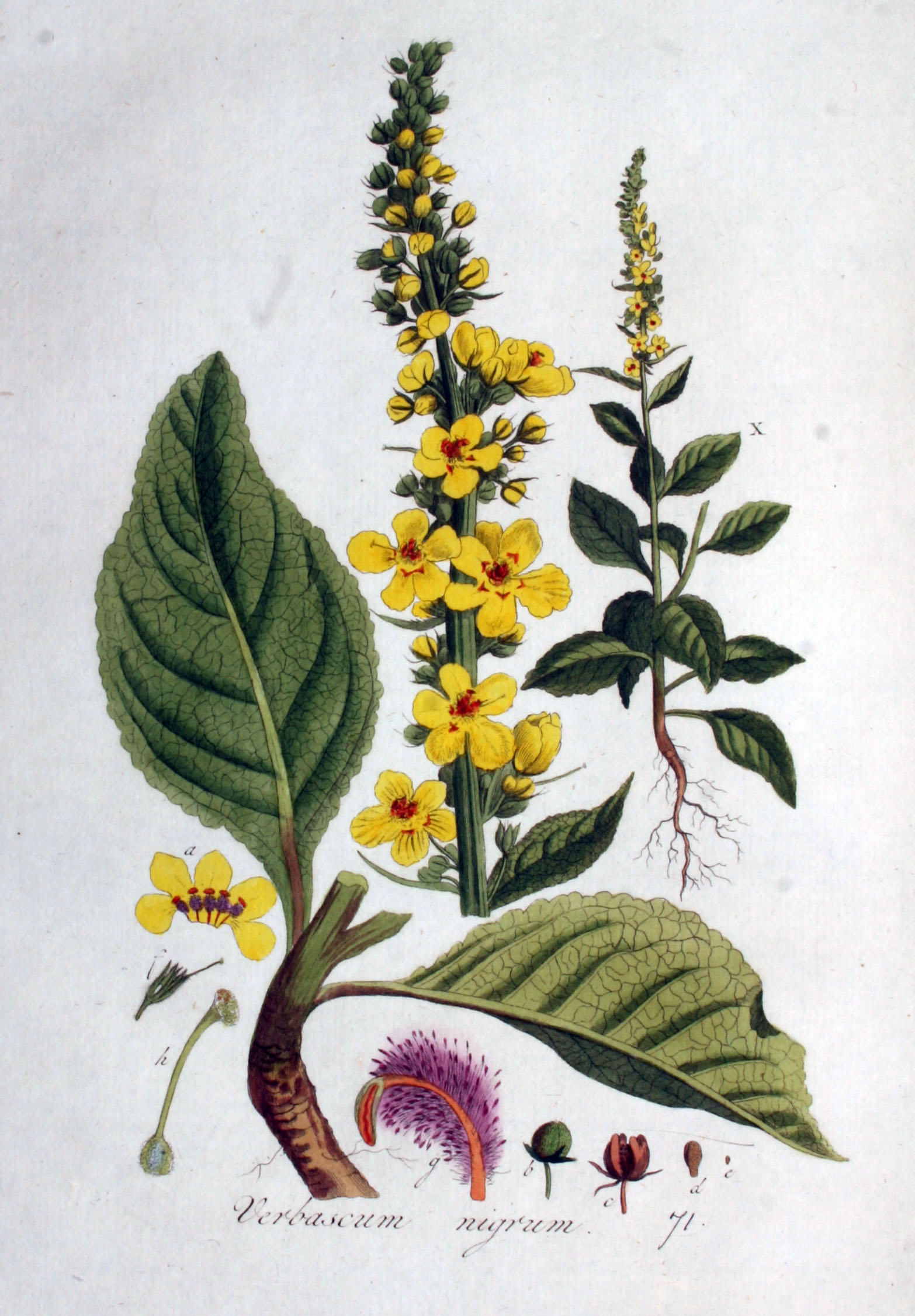
Ilustración

## Características
Es una planta con las mismas características y propiedades que Verbascum thapsus diferenciándose en que la vellosidad que cubre la planta es de color púrpura.

## Taxonomía
Verbascum nigrum fue descrita por Carlos Linneo y publicado en Species Plantarum 1: 178. 1753.
Etimología
Verbascum: nombre genérico que deriva del vocablo latino Barbascum (barba), refiriéndose a la vellosidad que cubre la planta.
nigrum: epíteto latino que significa "negro".
Sinonimia
- Verbascum wierzbickii Heuff. [1858]
- Verbascum thyrsoideum Host [1827]
- Verbascum pseudonigrum Bogenh. [1841]
- Verbascum parisiense Thuill. [1799]
- Verbascum orchideum Host [1827]
- Verbascum nitidum var. thyrsoideum (Host) Rouy
- Verbascum nitidum var. parisiense Wirtg. [1857]
- Verbascum nitidum var. cuspidatum Wirtg. [1857]
- Verbascum nitidum var. alopecuros Wirtg. [1857]
- Verbascum nigrum ssp. alopecuros (Thuill.) Schübl. & G.Martens [1834]
- Verbascum hybridum Lej. [1811]
- Verbascum hinkei Friv. [1836]
- Verbascum cordifolium Stokes [1812]
- Verbascum alpinum Turra [1780]
- Verbascum alopecurus Thuill. [1799]
- Thapsus niger (L.) Raf. [1838]
- Lychnitis nigra (L.) Fourr.[3]

## Nombres comunes
- Castellano: bermasangre, cucaracha negra, cucarachera negra, gordolobo negro, gordolobo partido[4]